# هربرت سبنسر
هربرت سبنسر (بالإنجليزية: Herbert Spencer) هو فيلسوف بريطاني (27 ابريل 1820 - 8 ديسمبر 1903).مؤلف كتاب «الرجل ضد الدولة» الذي قدم فيه رؤية فلسفية متطرفة في ليبراليتها. كان سبنسر، وليس داروين، هو الذي اوجد مصطلح «البقاء للأصلح». رغم أن القول ينسب عادة لداروين. وقد ساهم سبنسر في ترسيخ مفهوم الارتقاء، واعطى له ابعادا اجتماعيا، فيما عرف لاحقا ب الدارونية الاجتماعية.و هكذا يعد سبنسر واحدا من مؤسسي علم الاجتماع الحديث.
يعتبر سبنسر أحد أكبر المفكرين الإنجليز تأثيرا في نهاية القرن التاسع عشر ولد سنة 1820 وتوفي سنة 1903 وهو الأب الثاني لعلم الاجتماع بعد أوجست كونت الفرنسي، اشتهر بنظريته عن التطور، وقد استند على هذه النظرية في وضع الأسس لنسق ومنظومة اجتماعية (سوسيولوجية)تؤكد التطور تجاه تعقيد اجتماعي متزايد وارتفاع درجة الفردية فالمجتمع في نظره مثل الكائن الحي المعقد، يتصف بحالة من التوازن الدقيق ولا ينبغي ألاّ يسمح إلّاـ لعملية التطور الطبيعية بالتأثير في نموه.ولقد أدى هذا التأكيد على الفردية والتكيف الطبيعي إلى معارضة الإصلاح من خلال تدخل الدولة سبنسر، طوال حياته كان عدوّا للحرب والإمبريالية وهذا هو سبب معارضته الحرب الأمريكية الإسبانية لعام 1898.

## من أقواله
- الثورة الجمالية الدائمة هي وظيفة الفن.
- الإنسان هو الحيوان الوحيد في العالم الذي يُخاف.
- يعيش البشر أقصى درجات الحرية عندما لا يحسون بها، فالصياح هو دائما صليل القيود.
- البشر يحاربون دائما عندما يقولون أنهم يحبون السلام.
- الموت أفضل من حياة ليست سوى تكرار للتكرار.

## سيرته

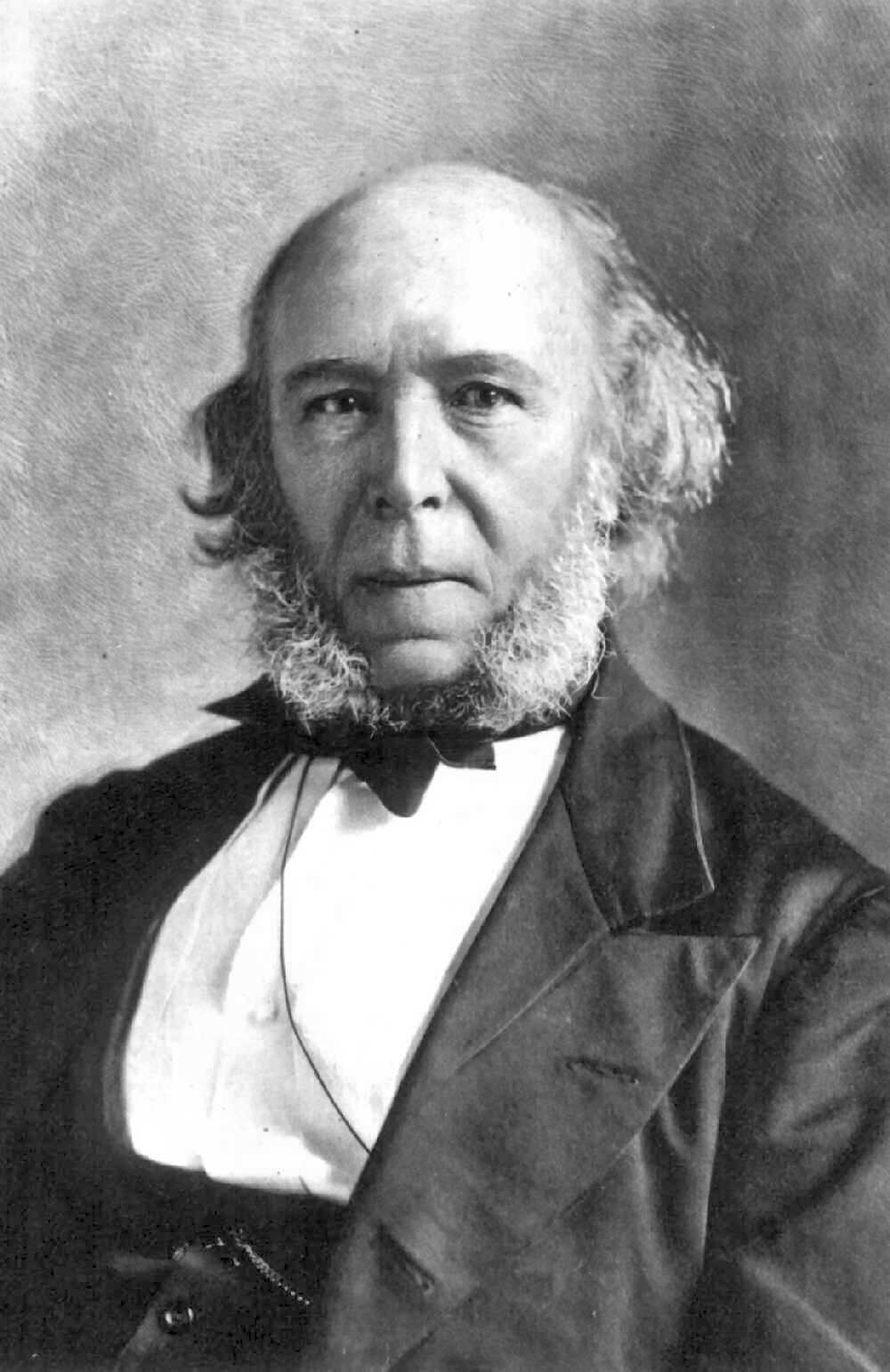
هربرت سبنسر

ولد سبنسر في ديربي، وتلقى معظم تعليمه في المنزل، عمل كمهندس مدني، لكن كتاباته المبكرة 1848 شهدت اهتماما بألامور الاقتصادية. حيث عمل كمحرر في جريدة الايكونومست «الاقتصادي».و التي كانت، كما هي الآن، جريدة اقتصادية مؤثرة ومهمة.
عام 1851 انضم إلى مجموعة جون تشابمان، التي كانت ترعى الفكر الحر والإصلاح، وبالذات تروج لفكرة التطور والارتقاء. طلب تشابمان من سبنسر ان يبحث نظرية توماس مالتوس ويعرضها في العدد الأول من مجلة اشرف على إصداراها، ورأى سبنسر في نظرية مالتوس قانونا عاما يصلح للبشر كما للحيوانات، حيث تعمل الحروب والكوارث والاوبئة على تصحيح الزيادة السكانية.
من هذه اللحظة فصاعدا اعتبر سبنسر كاتبا مهما، ووجد تعبير«البقاء للأصلح» رواجا كبيرا، وتوالت كتبه التي شملت مواضيع مختلفة، وكانت ترى مسألة التطور والارتقاء في شتى الجوانب الاجتماعية.حيث لا مكان للضعيف في سباق الاقوياء.شكلت الدراوينية الاجتماعية في تلك الفترة بمثابة كفارة لضمير الإنسانية المتعب: حيث قدمت على أنها قانون الطبيعة الذي لا حياد عنه. كان سبنسر يمتلك علاقات وثيقة مع كبار الرأسماليين في عصره، الذين تلقفوا افكاره ورحبوا بها، وكان سبنسر قد اخبر كارينجي، واحد من أهم رأسماليي عصره: إن صعود شخص مثله، لم يكن نتيجة حتمية فحسب، بل كان حقيقة علمية.
كان سبنسر معجبا جدا بداروين، ومن اجله فقط، حنث بيمينه بعدم دخول أي كنيسة، حيث حضر القداس على روحه في كنيسة وستمنستر.

## علم الاجتماع
قرأ هربرت سبنسر بحماس عن علم الاجتماع الوضعي الأصلي لأوغست كومت. اقترح كومت (وهو فيلسوف في العلوم) نظرية للتطور الاجتماعي والثقافي يتقدم بها المجتمع بموجب قانون عام من ثلاث مراحل. رفض سبنسر بعد تطورات مختلفة في علم الأحياء ما اعتبره الجوانب الأيديولوجية لوضعية كومت محاولًا إعادة صياغة العلوم الاجتماعية بحسب قانون التطور الذي احترم الجوانب البيولوجية والنفسية والاجتماعية للكون.
وُصِف علم الاجتماع الذي وضعه سبنسر بالداروينية الاجتماعية الممزوجة باللاماركية، وذلك نظرًا للأهمية التي أعطاها سبنسر للتطور. ومع ذلك، تعتبر هذه النظرة لعلم اجتماع سبنسر مغلوطة؛ إذ اتفقت كتاباته السياسية والأخلاقية مع الداروينية الاجتماعية، ولكن هذا التوافق كان غائبًا في الأعمال الاجتماعية لسبنسر، فقد ركزت أعماله على الطريقة التي تؤدي فيها عمليات النمو والتمايز الاجتماعي إلى درجات مختلفة من التعقيد في التنظيم الاجتماعي.
جادل سبنسر بأنّ تقدم التطور من البسيط المتجانس غير المتمايز إلى المعقد المتمايز غير المتجانس يتضح ويتمثل بتطور المجتمع. وضع سبنسر نظرية عن نوعي المجتمع المكافح والصناعي بشكل يتوافق مع تقدم التطور؛ إذ كان المجتمع المكافح الذي تطغى عليه علاقات التسلسل الهرمي والانصياع بسيطًا وغير متمايز بينما كان المجتمع الصناعي القائم على أساس من الالتزامات الاجتماعية الطوعية معقدًا ومتمايزًا. تطور المجتمع الذي اعتبره سبنسر «كائنًا اجتماعيًا» من الحالة الأكثر بساطة إلى الحالة الأكثر تعقيدًا وفقًا لقانون التطور العالمي، واعتبر المجتمع الصناعي السليل المباشر للمجتمع المثالي الذي ذكره سبنسر في كتابه «الإحصائيات الاجتماعية»، وذلك على الرغم من ارتباكه حول ما إذا كان تطور المجتمع سيؤدي إلى في النهاية إلى اللاسلطوية (كما كان يعتقد في السابق) أو ما إذا كان سيبقى دور الدولة مسيطرًا مع انخفاض تطبيق العقود وتدني الدفاع الخارجي.
قدم سبنسر بعض المساهمات القيمة في بدايات علم الاجتماع، ومنها التأثير الذي حمله على الوظيفية الهيكلية، ومع ذلك، لم تنجح محاولته في إدخال الأفكار اللاماركية أو الداروينية إلى عالم علم الاجتماع. اعتُبِر هذا الأمر خطيرًا بشكلٍ فعال من قبل كثيرين؛ إذ كان أخصائيو علم التأويل في تلك الفترة -مثل فيلهلم دلتهي- يسعون إلى التمييز بين العلوم الطبيعية والعلوم الإنسانية. شن عالم الاجتماع ليستر فرانك وارد -الذي كان سيُنتَخَب حينها كأول رئيس للجمعية الأمريكية لعلم الاجتماع- هجومًا لا هوادة فيه على نظريات سبنسر حول مبدأ عدم التدخل والأخلاق السياسية. وعلى الرغم من إعجاب وارد بالكثير من أعمال سبنسر، لكنه اعتقد أن تحيزات سبنسر السياسية السابقة قد شوهت فكره وأدت إلى ضلاله. أنشأ إميل دوركهايم في تسعينيات القرن التاسع عشر علم الاجتماع الأكاديمي الرسمي مشددًا على دور البحوث الاجتماعية العملية. وبحلول نهاية القرن العشرين، قدم الجيل الأول من علماء الاجتماع الألمان -أبرزهم ماكس ويبر- فلسفة معاداة الوضعية المنهجية. ومع ذلك، امتلك نظريات سبنسر حول عدم التدخل والبقاء للأنسب والتدخل البشري المحدود في عمليات القانون الطبيعي جاذبية دائمة ومتزايدة في المجالات الاجتماعية الخاصة بالعلوم الاقتصادية والسياسية. كتب أحد الكتاب مؤخرًا عن أهمية سبنسر لعلم الاجتماع الذي يجب أن يأخذ دور الطاقة أو الحركة في المجتمع على محمل الجد.

## اللاأدرية
تعود سمعة سبنسر بين الفيكتوريين إلى أفكاره اللاأدرية بشكل كبير؛ فقد رفض سبنسر اللاهوت بسبب ما سمّاه «عقوق الأتقياء». اكتسب سبنسر سمعة سيئة بسبب تنكره للدين التقليدي، وكثيرًا ما اتهمه المفكرين الدينيين بالدعوة إلى الإلحاد والمادية. ومع ذلك، أكّد سبنسر على عدم اهتمامه بتقويض الدين باسم العلم، ولكنه أراد الموافقة بينهما، على عكس توماس هنري هكسلي الذي كان من أتباع الاأدرية التي تعتبر الإيمان خطيئة لا يمكن تجاهلها.
يقول سبنسر بأننا مدفوعون في النهاية إلى قبول بعض الأفكار التي لا غنى عنها ولكن لا يمكن تصورها حرفيًا، وذلك سواء انطلقنا من المعتقد الديني أو من العلم. لذلك، خلص سبنسر إلى أن الدين والعلم يتفقان في الحقيقة العليا على أن الفهم الإنساني قادر على إدراك المعرفة النسبية فقط. أي أننا لا نحصل سوى على الأمور والتفسيرات الظاهرية لا الأساسية المطلقة نظرًا للقيود المتأصلة في عقل الإنسان. ولذلك يجب على العلم والدين إدراك أن القوة التي يتجلى بها الكون لنا هي أمر غامض تمامًا. أطلق سبنسر على هذه القوة اسم «المجهول» أو «الذي لا سبيل لمعرفته» واعتبر عبادة هذا الكيان المجهول دينًا يمكنه أن يحل محل الدين التقليدي. في الواقع، كان يعتقد سبنسر أن المجهول يمثل المرحلة النهائية في تطور الدين والتي تحد وتقضي على التجسيد البشري للآلهة.

## التأثير العام
فشل معظم الفلاسفة في الحصول على متابعة من قبل آخرين خارج مدرستهم الفكرية، ولكن سبنسر حقق في سبعينيات وثمانينيات القرن التاسع عشر شعبية لا مثيل لها؛ الأمر الذي يشير له الحجم الكبير لمبيعاته. وربما كان سبنسر الفيلسوف الأول -وربما الوحيد- في التاريخ الذي يبيع أكثر من مليون نسخة من أعماله خلال حياته الخاصة. باع ناشره المعتمد أبليتون 368755 نسخة بين عامي 1860 و1903 في الولايات المتحدة الأمريكية حيث كانت الطبعات المقرصنة شائعة، ولم يختلف هذا الرقم كثيرًا عن مبيعاته في موطنه بريطانيا، وإذا أضفنا عدد المبيعات في باقي أنحاء العالم، لن يبدو عدد المبيعات الذي يتجاوز المليون مبالغًا به. أشار ويليام جيمس إلى دور سبنسر «في إطلاق العنان لخيال وتفكير عدد لا يحصى من الأطباء والمهندسين والمحامين، والعديد من الفيزيائيين والكيميائيين والعامة». وجد أسلوبه الذي يؤكد على التحسين الذاتي جمهورًا جاهزًا من الطبقة العاملة الماهرة.
كان تأثير سبنسر على قادة الفكر كبيرًا أيضًا، وهذا بدا من خلال طريقة استقبالهم وردهم على أفكاره، وكذلك عبر رفضهم لها. لاحظ جون فيسك –أحد أتباعه الأمريكيين- أن أفكار سبنسر كانت بمثابة المصلح لكل اعوجاج في الفكر الفيكتوري. ربط وعرف مفكرون متنوعون مثل هنري سيدجويك وتي. جرين وج. إي مور وويليام جيمس وهنري بيرجسون وإميل دوركهايم أفكارهم عبر قرنها بأفكاره. يعتبر كتاب دوركهايم «انقسام العمل في المجتمع» نقاش ممتد مع سبنسر، وقد اتفق العديد من المعلقين على استعارة دوركهايم الكثير من علم اجتماع سبنسر.
أصبحت العديد من أفكار سبنسر في بولندا ما بعد انتفاضة عام 1863 جزءًا لا يتجزأ من أيدلوجيا نهاية القرن أو «الوضعية البولندية». أشاد الكاتب البولندي البارز في تلك الفترة بوليسلاو بروس  بسبنسر واصفًا إياه بـ «أرسطو القرن التاسع عشر» ومعتمدًا استعارته «الكائن الاجتماعي»، وقدّم له كذلك إشادةً شعرية مدهشة في قصته المصغرة لعام 1884 بعنوان «عفن الأرض»، كما سلط الضوء على مفهوم سبنسر آنف الذكر في مقدمة روايته العالمية «فرعون» المنشورة عام 1895.
كانت أوائل القرن العشرين سيئة بالنسبة لسبنسر؛ إذ انحدرت سمعته الفلسفية بعد وقت قصير من وفاته، ونُبذَت أعماله بعد نصف قرن من وفاته باعتبارها «محاكاة ساخرة للفلسفة»، وقد وصفه المؤرخ ريتشارد هوفستادتر بأنه «ميتافيزيقي الفكر المنزلي، ورسول اللاأدرية البسيطة». ومع ذلك، تغلغل فكر سبنسر بعمق في العصر الفيكتوري ولم يختفِ تأثيره بالكامل.
ظهرت في السنوات الأخيرة تقديرات إيجابية أكثر من السابق، ولكن التقديرات السلبية ما زالت موجودة.

## سبنسرية الاقتصادية

### البقاء للأصلح
كان تأثير منظور سبنسر «البقاء للأصلح» ورؤيته حول بقاء الأنواع الأقوى والأصلح على الباحث الإيراني المعاصر عنايت اله مرشدي  لدرجة أن هذا الباحث لديه رؤية عضوية للنظام البيئي المستقبلي وسبنسر. التعميم على النظام البيئي للأعمال التجارية والمنظمات الاقتصادية، قدم ادعاءً ونظرية بعنوان «سبنسرية اقتصادية: بقاء الشركة الأصلح واختيار المستقبل» في كتابه المعنون «أعمال عالم المستقبل». باختصار، وفقًا لنظرية سبنسریه الاقتصادية التي اقترحها عنايت اله مرشدي في كتابه، في النظام البيئي الاقتصادي المستقبلي وتغييره في بيئات الأعمال الجزئية والكليّة، تفوز المنظمة الأصلح، وهي المؤسسة الأكثر توافقًا مع التطورات والاتجاهات، وسوف ينجو. في نظرية المرشدي للسبنسرية الاقتصادية، فإن المنظمة أو الشركة الأصلح تعني المنظمة الأكثر مرونة ضد التغييرات، مع الثقافة التنظيمية الأكثر تعلمًا والتي تُظهر أقل مقاومة للتغيرات والتطورات الابتكارية والتكنولوجية في عالم المستقبل. بإلقاء نظرة عضوية على مفاهيم «المستقبل» و «المنظمة»، وسع مرشدى وعمم وجهة نظر سبنسر حول بقاء الأصلح للنظام الإيكولوجي للمنظمات الاقتصادية، واصفا إياه بالسبنسرية الاقتصادية.

## من أهم مؤلفاته
- أسس علم الحياة (من 1864-1867).
- أسس علم النفس (1870-1872.
- أسس علم الاجتماع (1876-1896).
- أسس الأخلاق (1879-1893).
- الاستاتيكا الاجتماعية (1850).
- المبادئ الأولى(1862)

## روابط خارجية
- هربرت سبنسر على موقع الموسوعة البريطانية (الإنجليزية)
- هربرت سبنسر على موقع إن إن دي بي (الإنجليزية)